# La Piedra, Chiapas
La Piedra är en ort i Mexiko.   Den ligger i kommunen Huixtla och delstaten Chiapas, i den sydöstra delen av landet, 900 km sydost om huvudstaden Mexico City. La Piedra ligger 1 130 meter över havet och antalet invånare är 175.
Terrängen runt La Piedra är kuperad åt sydost, men åt nordväst är den bergig. La Piedra ligger uppe på en höjd. Runt La Piedra är det ganska tätbefolkat, med 104 invånare per kvadratkilometer. Närmaste större samhälle är Huixtla, 7,0 km söder om La Piedra. I omgivningarna runt La Piedra växer i huvudsak städsegrön lövskog.